# 죄수 13
《죄수 13》(Convict 13) 은 1920년 개봉한 버스터 키튼 출연의 영화다.

## 줄거리
한가롭게 골프를 치던 버스터는 갑자기 기절했을 때 탈옥수와 옷이 바뀌어서 감옥에 간다. 애인이 교도소에 오지만 그는 사형에 처해질 것이다. 애인의 재치로 간신히 사형을 피했지만 내일 또 사형당할 것이다. 그는 간수와 옷을 바꾸고 어떨결에 탈옥하려는 죄수를 잡아 부교도소장에 오른다. 이윽고 죄수들이 반란을 일으키고 버스터는 자신의 재치로 또 제압한다. 그러나 이것은 골프를 치다 기절하면서 꿨던 꿈이었다.

## 캐스팅
- 버스터 키튼 - 버스터, 주인공
- 시빌 실리 - 애인
- 조 로버츠 - 죄수
- 에드워드 F. 클라인 - 사형 집행인
- 조 키튼 - 죄수

## 같이 보기
- 버스터 키튼의 영화 목록